# Milan Neralić
Milan Neralić (Slunj, 26 febbraio 1875 – Wiener Neustadt, 17 febbraio 1918) è stato uno schermidore croato, vincitore di una medaglia di bronzo nella scherma ai giochi olimpici del 1900 per l'Austria.